# Edward Chappel
Pour les articles homonymes, voir Chappel.
Edward (ou Édouard) Chappel, né à Londres le 24 octobre 1859 et mort à Cagnes-sur-Mer en 1946, est un peintre britannico-belge.

## Biographie
Élève de Charles Verlat, il expose au Salon des artistes français de 1929, où il a obtenu en 1922 une mention honorable, les toiles Cros-de-Cagnes, Vers Antibes et une nature-morte.
Il est l'un des membres fondateurs du collectif artistique Als ik Kan, créé en 1883.